# لوران هلویز
لوران هلویز (انگلیسی: Laurent Héloïse؛ زادهٔ ۱۳ مهٔ ۱۹۸۵) بازیکن فوتبال اهل فرانسه است که در پست مدافع بازی می‌کرد.
از باشگاه‌هایی که در آن بازی کرده‌است می‌توان به باشگاه فوتبال گنگام و باشگاه ورزشی آمیان اشاره کرد.